# Phaea monostigma
Phaea monostigma es una especie de escarabajo longicornio del género Phaea, tribu Tetraopini, subfamilia Lamiinae. Fue descrita científicamente por Haldeman en 1847.

## Descripción
Mide 7-10 milímetros de longitud.

## Distribución
Se distribuye por Estados Unidos.